# Homo antecessor
Homo antecessor o home d'Atapuerca és un homínid fòssil descobert a la Gran Dolina d'Atapuerca, província de Burgos, l'any 1997. La troballa va consistir en una trentena i escaig d'espècimens d'una antiguitat d'almenys 900.000 anys.
No hi ha consens entre els científics actualment sobre la posició d'aquesta espècie dins de l'arbre evolutiu del gènere Homo. Per als seus descobridors, l'home d'Atapuerca hauria evolucionat a l'Àfrica a partir d'Homo ergaster i és considerat l'avantpassat comú (llatí antecessor) de l'humà actual (originat a l'Àfrica) i l'Home de Neandertal (originat a Europa). Ara bé, no s'han trobat restes d'Homo antecessor a l'Àfrica que avalin aquesta hipòtesi, encara que van emigrar cap a Europa i probablement a Àsia. Molts especialistes en paleoantropologia consideren que la denominació Homo antecessor és equivalent a Homo heidelbergensis i, per tant, el seu ús hauria d'evitar-se. L'alçada aproximada d'Homo antecessor era d'uns 1,7 metres amb la capacitat cranial de 1000 cm³.

## Nom científic
José María Bermúdez de Castro fou qui donà el nom científic a Homo antecessor l'any 1994. Aquest nom combina homo (del llatí homo, 'home', 'humà') i antecessor (del llatí antecessor, 'pioner', 'predecessor'). Aquest nom és degut al fet que aquests foren els pioners a Europa, és a dir: els primers a arribar-hi, i a la vegada són els predecessors d'Homo sapiens. Abans de donar-li nom oficialment, es van pensar noms com Homo europeus, ja que foren els primers europeus del planeta; Homo atapuercensis, a causa de la localització geogràfica on es van trobar. I finalment, Homo edulis (del llatí edulis, 'comestible'): li van posar aquest nom de manera humorística perquè foren devorats per altres homínids.

## Història

### Descobriment
El descobriment d'aquesta nova espècie succeí per casualitat el 1994 mentre el grup d'Eudald Carbonell i Roura, compost per 15 arqueòlegs, eren a la cova Gran Dolina d'Atapuerca, a la província de Burgos. La troballa en aquell moment consistí en restes humanes de més de mig milió d'anys d'antiguitat dins dels cossos dels Mimomys savini, amb la finalitat de trencar el paradigma que ocupava Europa el 1994. Després d'investigar i fer excavacions, aquest paradigma es trencà i unes setmanes després, es van trobar els primers ossos dels Homo antecessor al nivell TD6, al costat de l'ascensor de la cova. Aquest fòssil es componia únicament per unes dents que es pensava que eren humanes. S'analitzaren al Museu de Ciències Naturals de Madrid, i es veié que el que es va extreure de la cova era un maxil·lar amb una dentadura primitiva, però un nas i uns pòmuls moderns. Amb totes aquestes característiques peculiars, s'intentà emparellar amb algunes de les espècies ja preexistents, com Homo ergaster o Homo heidelbergensis. Totes dues sense èxit, fet que va implicar crear aquesta nova espècie que es coneix com a Homo antecessor.
El març del 2008, es van donar a conèixer noves restes d'Homo antecessor, concretament part d'una mandíbula d'un individu d'uns 20 anys i 32 eines de sílex de tipus olduvaià (mode 1), datats en 1,2 milions d'anys d'antiguitat, cosa que endarrereix considerablement la presència d'homínids a Europa. Les restes foren desenterrades el 2007 a l'Avenc de l'Elefant, jaciment situat a uns 200 m de les troballes del 1995.
Com a característiques interessants, H. antecessor presenta dos arcs supraciliars (com és el cas dels Homo erectus xinesos i els neanderthals), així com molars de tres arrels, un tret present en Homo ergaster. La seva capacitat cranial sobrepassa els 1.000 cm³.